# Teruhito Nakagawa
Teruhito Nakagawa (仲川 輝人, Nakagawa Teruhito, Kanagawa, 27 juli 1992) is een Japans voetballer die als aanvaller speelt bij Yokohama F. Marinos.

## Clubcarrière
In 2011 ging Nakagawa naar de Senshu University, waar hij in het schoolteam voetbalde. Nadat hij in 2015 afstudeerde, ging Nakagawa spelen voor Yokohama F. Marinos. In het seizoen 2016 en 2017 kwam hij op huurbasis uit voor FC Machida Zelvia en Avispa Fukuoka.

## Interlandcarrière
Nakagawa maakte op 14 december 2019 zijn debuut in het Japans voetbalelftal tijdens een Oost-Aziatisch kampioenschap voetbal 2019 tegen Hongkong.

## Statistieken
| Japans voetbalelftal | Japans voetbalelftal | Japans voetbalelftal |
| Jaar                 | Wed.                 | Dlp.                 |
| -------------------- | -------------------- | -------------------- |
| 2019                 | 2                    | 0                    |
| Totaal               | 2                    | 0                    |